# Joe Courtney
Joseph Pierre "Joe" Courtney III (nacido el 17 de octubre de 1969 en Jackson, Misisipi) es un exjugador de baloncesto estadounidense que disputó cuatro temporadas en la NBA, además de jugar en la CBA y en diferentes ligas europeas, en Venezuela y en Japón. Con 2,03 metros de estatura, jugaba en la posición de ala-pívot.

## Trayectoria deportiva

### Universidad
Jugó durante dos temporadas con los Bulldogs de la Universidad Estatal de Misisipi, en las que promedió 4,0 puntos y 2,8 rebotes por partido, siendo transferido posteriormente a los Golden Eagles de la Universidad del Sur de Misisipi, donde jugó otras dos temporadas, promediando 6,4 puntos y 4,2 rebotes.

### Profesional
Tras no ser elegido en el 1992, jugó en la CBA hasta que en el mes de enero de 1993 fichó como agente libre por Chicago Bulls por diez días, renovando 10 días más, donde disputó 5 partidos en los que promedió 2,2 puntos. Tras no ser renovado, en abril fichó por los Golden State Warriors, donde en 7 partidos promedió 3,1 puntos y 2,4 rebotes.
Al año siguiente, tras ser descartado por los Warriors, fichó por Phoenix Suns, donde promedió 3,1 puntos por partido. Tras ser despedido, acabó la temporada en los Milwaukee Bucks. Sin hueco al año siguiente en la NBA, volvió a la CBA hasta que en octubre de 1995 fichó por Cleveland Cavaliers, donde fue uno de los últimos jugadores del banquillo.
Tras dos breves contratos al año siguiente con Philadelphia 76ers y San Antonio Spurs, comenzó su trayectoria internacional que le llevaría a jugar a países como Francia, Venezuela, Japón, España, donde jugó sólo 3 partidos con el Club Baloncesto Valladolid, en los que promedió 12,3 puntos y 7,0 rebotes,  para acabar su carrera en el KK Krka Novo Mesto de Eslovaquia.

## Estadísticas de su carrera en la NBA

### Temporada regular
| Año     | Equipo       | PJ | PT | MPP  | %TC  | %3P  | %TL  | RPP | APP | ROB | TPP | PPP |
| ------- | ------------ | -- | -- | ---- | ---- | ---- | ---- | --- | --- | --- | --- | --- |
| 1992–93 | Chicago      | 5  | 0  | 6.8  | .444 | .000 | .750 | 0.4 | 0.2 | 0.4 | 0.2 | 2.2 |
| 1992–93 | Golden State | 7  | 0  | 10.0 | .391 | .000 | .800 | 2.4 | 0.3 | 0.4 | 0.6 | 3.1 |
| 1993–94 | Phoenix      | 33 | 1  | 5.1  | .513 | .000 | .719 | 0.8 | 0.3 | 0.1 | 0.2 | 3.1 |
| 1993–94 | Milwaukee    | 19 | 0  | 9.3  | .386 | .667 | .600 | 1.5 | 0.3 | 0.4 | 0.3 | 3.4 |
| 1995–96 | Cleveland    | 23 | 0  | 8.7  | .429 | .000 | .444 | 2.1 | 0.4 | 0.2 | 0.3 | 1.7 |
| 1996–97 | Philadelphia | 4  | 0  | 13.0 | .429 | .000 | .000 | 2.3 | 0.0 | 0.0 | 0.0 | 3.0 |
| 1996–97 | San Antonio  | 5  | 0  | 9.6  | .313 | .000 | .600 | 1.4 | 0.0 | 0.0 | 0.0 | 2.6 |
| Total   | Total        | 96 | 1  | 7.8  | .433 | .667 | .633 | 1.5 | 0.3 | 0.2 | 0.2 | 2.8 |